# Georg Schreiner
Georg Schreiner (* 3. November 1914 in Wernstein am Inn; † 12. September 1990 in Linz) war ein österreichischer Politiker (ÖVP).
Schreiner besuchte die Volksschule und das humanistische Gymnasium, wo er 1934 die Matura ablegte. Danach wurde er Sekretär des Oberösterreichischen Bauernbundes, 1948 Direktor-Stellvertreter des Oberösterreichischen Bauern- und Kleinhäuslerbundes und 1956 Direktor des Oberösterreichischen Bauern- und Kleinhäuslerbundes.
Schreiner war vom 2. März 1956 bis zum 24. Oktober 1979 Mitglied des Bundesrates für Oberösterreich. Vom 1. Jänner bis zum 30. Juni 1975 sowie vom 1. Juli 1979 bis zu seinem Ausscheiden war er dort Vorsitzender.